# アサバスカ山
アサバスカ山（アサバスカさん、Mt. Athabasca）とは、北アメリカ大陸に存在する山の1つである。行政区分では、カナダのアルバータ州に属する。なお、この山も含めた一帯は、ジャスパー国立公園に指定されている。

## 概要
アサバスカ山は、北緯52度10分48秒、西経117度11分42秒付近に位置していて

、カナディアン・ロッキーを構成する山の1つであり、コロンビア氷原を囲う山の1つでもある。また、この山の東側斜面にはヒルダ氷河と言う別な氷河が存在している。なお、山頂の標高は3,491メートル

。
ちなみに、この山の登山ルートは幾つも存在している

。

## 名称の由来
この山の「アサバスカ」という名称は、カナダのアルバータ州とサスカチュワン州にまたがって存在している湖である、アサバスカ湖の名称を引用して命名された。「アサバスカ（aðapaskāw）」というのは、クリー語で「次々と植物が生えている場所」といった意味であり

、要するに、何種類もの植物が見られる場所ということであるという説が存在する。一方で、湖名の「アサバスカ」というのは、クリー語で「アシの生えている場所」という意味で

、つまり、アシの生えるような水辺であるという説も存在する。ただ、いずれの説が正しいにせよ、氷で閉ざされた高山であるアサバスカ山とは関係性の低い名称となっている。なお、命名が行われたのは1898年であり、命名者はジョン・ノーマン・コリー（John Norman Collie）という人物である。

## 初登頂について
アサバスカ山の登頂に初めて成功したのは、1898年8月18日のことで、この山の命名者のジョン・ノーマン・コリー（J. Norman Collie）とハーマン・ウーレイ（Hermann Woolley）の2人パーティーによるものとされている

。
そしてその後この2人がコロンビア氷原の存在を報告したことで、コロンビア氷原のことが知られるようになったとされている。